# Les brigands
Les brigands (título original en francés; título de su adaptación española, Los brigantes) es una opéra bouffe u opereta en tres actos con música de Jacques Offenbach y libreto en francés de Henri Meilhac y Ludovic Halévy. Se estrenó el 10 de diciembre de 1869 en París, en el Théâtre des Variétés, en tres actos. La versión revisada, en cuatro actos, se estrenó el 25 de diciembre de 1878 el Théâtre de la Gaîté.  
La pieza logró gran éxito al tiempo que el Segundo Imperio llegaba a su fin. Sólo el estallido de la Guerra Franco-Prusiana en los meses siguientes atenuó el entusiasmo del público. La obra fue pronto popular por toda Europa y más allá: se produjo en Viena, Amberes, Praga, Estocolmo, Berlín, Madrid y Budapest en 1870, y en la ciudad de Nueva York en la Grand Opera House en 1870-71.
La adaptación española a cargo de Salvador María Granés se estrenó en el Teatro de la Zarzuela de Madrid el 15 de septiembre de 1870; el 12 de octubre de ese mismo año el propio Jacques Offenbach, de visita en la capital española, la reestrenó dirigiéndola desde el foso.
Esta obra rara vez se representa en la actualidad; en las estadísticas de Operabase aparece con sólo 4 representaciones en el período 2005-2010.

## Personajes
| Personaje | Tesitura     | Reparto del estreno, 10 de diciembre de 1869, (Director: Jacques Offenbach ) |
| --- | ------------ | ---------------------------------------------------------------------------- |
| Adolphe de Valladolid | tenor        | Henri Venderjench 'Cooper'                                                   |
| Antonio, tesorero del duque | tenor        | Léonce                                                                       |
| Barbavano | bajo         | Daniel Bac                                                                   |
| Barón de Campo-Tasso | tenor        | Charles Blondelet                                                            |
| Carmagnola | tenor        | Gobin                                                                        |
| Conde de Gloria-Cassis | tenor        | Gourdon                                                                      |
| Domino | tenor        | Bordier                                                                      |
| Duque de Mantoue | barítono     | Constant Lanjallais                                                          |
| Falsacappa, el jefe de los bandidos | tenor        | José Dupuis                                                                  |
| Fiorella, su hija | soprano      | Marie Aimée                                                                  |
| Fragoletto, un granjero | mezzosoprano | Zulma Bouffar                                                                |
| La duquesa | soprano      | A Régnault                                                                   |
| Pipa, esposa de Pipo | soprano      | Léonie                                                                       |
| Pipetta, hija de Pipo | soprano      | Fanny Génat                                                                  |
| Pipo, un terrateniente | tenor        | Boulange                                                                     |
| Piétro, el teniente bandido | tenor        | Karl Knopp                                                                   |
| La princesa de Granada | soprano      | Lucciani                                                                     |
| Zerlina | soprano      | Julia H.                                                                     |
| Bianca | soprano      | Oppenheim                                                                    |
| Fiametta | soprano      | Bessy                                                                        |
| Ciccinella | soprano      | Douard                                                                       |
| Marquesa | soprano      | Gravier                                                                      |
| Jefe de los carabinieros | barítono     | Baron                                                                        |
| Preceptor | bajo         | Videix                                                                       |
| Coro: bandidos, carabinieros, campesinos, cocineros, pajes de la corte de Mantua, Damas y caballeros de la corte granadina, pajes de la princesa, damas y caballeros de la corte de Mantua. |              |                                                                              |

## Libreto
- Libreto original (Wikisource en francés)

## Grabaciones
Esta obra se ha grabado en varias ocasiones:
- John Eliot Gardiner grabó la versión en tres actos con coro y orquesta de la Opéra de Lyon para la EMI en 1988 (CD 7 49830 2).
- La versión inglesa de Gilbert fue grabada por la Ohio Light Opera en 2004, Albany Records, ASIN: B00022FWVS.[6]
- Hay una versión en alemán de Ernst Dohm, Die Banditen, que se grabó y se lanzó en 2002 en el sello Capriccio, Catalog: 60090.  Director, Pinchas Steinberg.